# コッソイーネ
コッソイーネ（イタリア語: Cossoine）は、イタリア共和国サルデーニャ自治州サッサリ県にある、人口約800人の基礎自治体（コムーネ）。

## 地理

### 位置・広がり

#### 隣接コムーネ
隣接するコムーネは以下の通り。
- ボノルヴァ
- ケレームレ
- ジャーヴェ
- マーラ
- パドリア
- ポッツォマッジョーレ
- ロマーナ
- セメステネ
- ティエージ